# Zmalet El Emir Abdelkader
Pour les articles homonymes, voir Émir Abdelkader (homonymie).
Zmalet El Emir Abdelkader ou Z'Malet El Emir Abdelkader, connue avant l'indépendance de l'Algérie par son nom de Mégane durant la période française, est une commune de la wilaya de Tiaret en Algérie.

## Géographie

### Toponymie
Le toponyme actuel signifie « Smalah de l'émir Abdelkader » en référence au séjour de la smalah en ce lieu en 1843, lors du combat de la Smalah. Le nom berbère original, Taguine se réfère à la racine berbère [GN] et pourrait signifie « lieu de repos ».

### Situation
La commune culmine à 850 mètres d’altitude et est située à 156 km au sud-est de Tiaret. Zmalet El Emir Abdelkader est située dans la vallée de l’oued Touil qui n’a d’écoulement qu’en temps de pluie, et seules ses grandes crues atteignent le confluent avec l’oued Ouerk et le Nahr Ouassel près de Chahbounia, 75 km plus au nord.

## Histoire

### Antiquité
La région est fréquentée depuis l'Antiquité par les Gétules qui loin de l'influence romaine et byzantine, avaient un mode de vie nomade et transitaient sur un vaste territoire allant de la Mauritanie à la Tunisie. Ces peuples guerriers menaient des razzias et rentraient fréquemment en conflit avec les Berbères romanisés du Tell et les autorités romaines ou byzantines. 
Après l'islamisation du Maghreb central, cette région devient le territoire des Zénètes. La région passe ensuite sous la domination des Rostémides.

### Période ottomane puis française

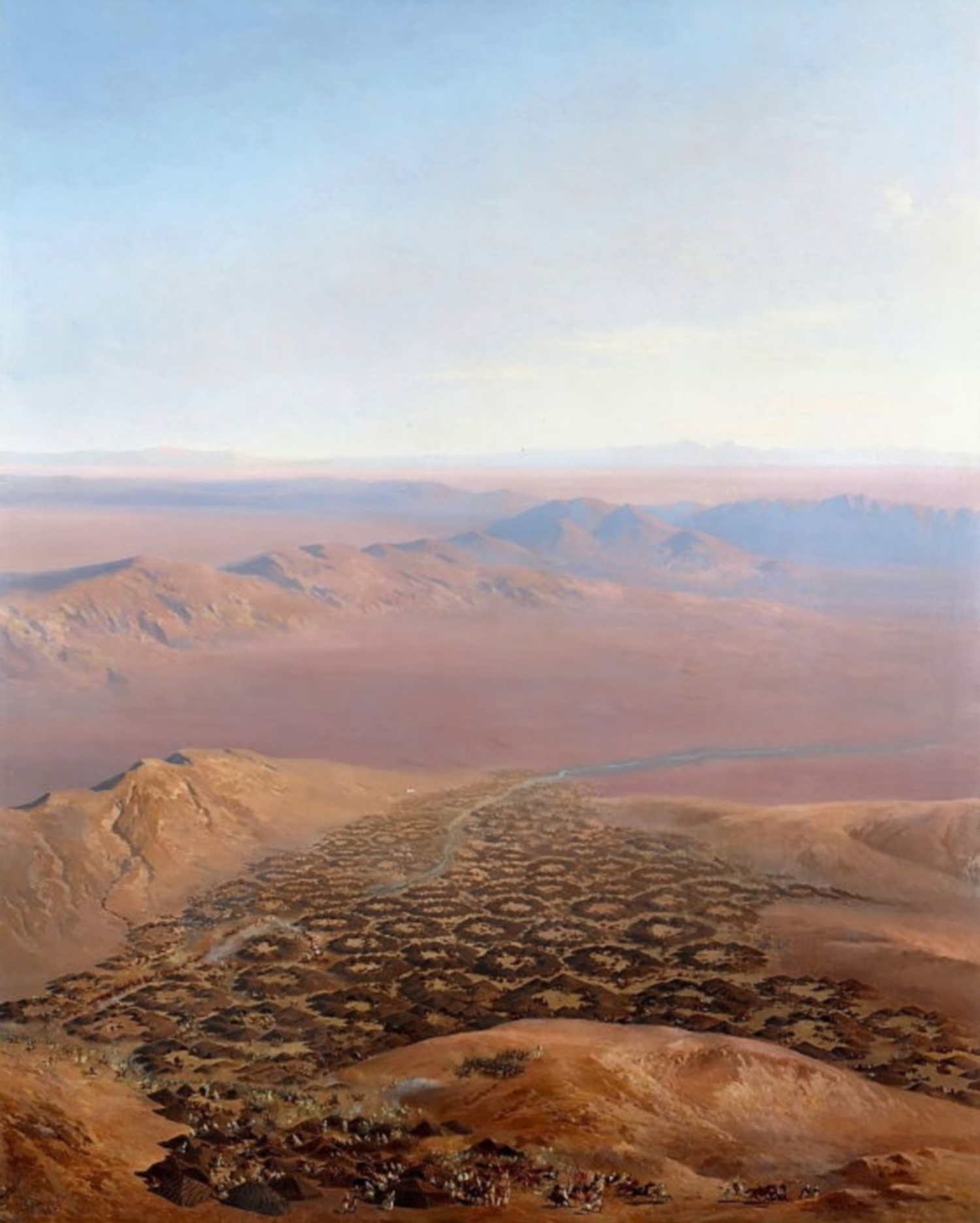
La smalah d'Abdelkader installée à la source de Taguine, représentée par Jean-Antoine-Siméon Fort.

À l'époque ottomane, le Beylik du Titteri étend sa domination sur toute cette région des hautes plaines jusqu'à la conquête française. La prise de la Smala d’Abdelkader le 16 mai 1843 par les troupes menées par le duc d'Aumale a eu lieu sur le territoire de cette commune, à l'origine de Taguine. Une plaque « rue Taguine, 1843 » existe encore, en 2014, à Dijon (France), sur une voie non publique. 

### Depuis l'indépendance
Issue du douar Mégane de la commune mixte de Ksar Chellala, la commune est renommée Z'Malet El Emir Abdelkader en 1965. La commune est à cette époque comprise dans le département de Médéa.

## Culture
Une culture principalement musulmane où les habitants se considèrent  comme frères et sœurs